# Aiglsham
Aiglsham ist ein Ortsteil der Gemeinde Pittenhart im oberbayerischen Landkreis Traunstein. 1961 hatte der Ort 10 Wohngebäude und 56 Einwohner.

## Baudenkmäler
Als Baudenkmäler sind in dem Ort eine Privatkapelle aus der zweiten Hälfte des 19. Jahrhunderts, zwei Bauernhäuser und ein Zuhäusl aufgeführt (siehe Liste der Baudenkmäler in Pittenhart#Aiglsham).

## Trivia
Überregional bekannt wurde der Ort durch Bauer sucht Frau. Es ist der Heimatort von Bauer Josef.